# Cloniophorus glaberrimus
Cloniophorus glaberrimus es una especie de escarabajo longicornio del género Cloniophorus, tribu Callichromatini, subfamilia Cerambycinae. Fue descrita científicamente por Schmidt en 1922.

## Descripción
Mide 17-20 milímetros de longitud.

## Distribución
Se distribuye por Camerún y República Democrática del Congo.